# Morti nel 2001/Ottobre
| Questa pagina contiene informazioni ricavate automaticamente dalle voci biografiche con l'ausilio del template Bio e di un bot. L'aggiornamento è periodico e automatico e ricostruisce completamente la pagina. Se manca una persona in questa lista, sei pregato di non aggiungerla, ma accertati piuttosto che la sua voce biografica contenga il template Bio e che i dati anagrafici siano correttamente compilati. Se il template Bio manca, inseriscilo tu stesso o, in alternativa, metti l'avviso {{tmp\|Bio}} che ne segnala la mancanza. Se i dati riportati sono sbagliati, correggi direttamente la voce biografica; le modifiche saranno visibili in questa lista entro pochi giorni. Per chiarimenti vedi il progetto biografie. La lista contiene solo le 119 persone che sono citate nell'enciclopedia e per le quali è stato implementato correttamente il template Bio. Pagina aggiornata al 18 ago 2025. |

- 1º ottobre - Gianni Grana, critico letterario, artista e dirigente pubblico italiano (n. 1924)
- 1º ottobre - Jean Keraudy, criminale francese (n. 1920)
- 1º ottobre - Mickey Trotman, calciatore trinidadiano (n. 1974)
- 2 ottobre - Manny Albam, sassofonista, compositore e produttore discografico statunitense (n. 1922)
- 2 ottobre - Pat Ast, attrice e modella statunitense (n. 1941)
- 2 ottobre - Franz Biebl, compositore tedesco (n. 1906)
- 2 ottobre - Oldřich Lajsek, pittore e designer cecoslovacco (n. 1925)
- 3 ottobre - Alessandro Fersen, drammaturgo, attore e regista teatrale italiano (n. 1911)
- 3 ottobre - Marius Gallottini, ciclista su strada italiano (n. 1904)
- 3 ottobre - Tatiana Menotti, soprano italiano (n. 1909)
- 3 ottobre - Tullio Pane, cantante italiano (n. 1930)
- 3 ottobre - Gregorio Peralta, pugile argentino (n. 1935)
- 4 ottobre - John Collins, chitarrista statunitense (n. 1913)
- 4 ottobre - Numa Monnard, calciatore svizzero (n. 1918)
- 5 ottobre - Fereydoon Foroughi, cantautore, compositore e musicista iraniano (n. 1951)
- 5 ottobre - Jan Lenica, animatore e illustratore polacco (n. 1928)
- 5 ottobre - Mike Mansfield, politico e diplomatico statunitense (n. 1903)
- 5 ottobre - Emilie Schindler, filantropa tedesca (n. 1907)
- 5 ottobre - Ollie Shoaff, cestista e allenatore di pallacanestro statunitense (n. 1923)
- 5 ottobre - Zoltán Székely, violinista ungherese (n. 1903)
- 6 ottobre - Andreino Carrara, politico e sindacalista italiano (n. 1939)
- 7 ottobre - Chris Adams, wrestler e judoka britannico (n. 1955)
- 7 ottobre - Stewart Imlach, calciatore scozzese (n. 1932)
- 7 ottobre - Reg Matthews, calciatore inglese (n. 1933)
- 7 ottobre - Polly Rowles, attrice statunitense (n. 1914)
- 8 ottobre - Mongo Beti, scrittore camerunese (n. 1932)
- 8 ottobre - Al'fred Fëdorov, allenatore di calcio e calciatore sovietico (n. 1935)
- 8 ottobre - Kenneth Hale, linguista statunitense (n. 1934)
- 8 ottobre - Javed Iqbal, serial killer pakistano (n. 1956)
- 8 ottobre - Giuseppe Milesi, pittore italiano (n. 1915)
- 8 ottobre - Giuseppe Pettazzi, ingegnere italiano (n. 1907)
- 8 ottobre - Alberto Pieralisi, regista e sceneggiatore italiano (n. 1911)
- 8 ottobre - Dmitrij Stepanovič Poljanskij, politico e diplomatico sovietico (n. 1917)
- 8 ottobre - Pratap Kishor Deo, principe e politico indiano (n. 1919)
- 8 ottobre - Angelo Varetto, ciclista su strada italiano (n. 1910)
- 9 ottobre - Herbert Ross, regista, coreografo e produttore cinematografico statunitense (n. 1927)
- 10 ottobre - Vasilij Pavlovič Mišin, matematico e ingegnere sovietico (n. 1917)
- 10 ottobre - Samuel Ndhlovu, calciatore e allenatore di calcio zambiano (n. 1937)
- 11 ottobre - Franco Committeri, produttore cinematografico italiano (n. 1924)
- 11 ottobre - Beni Montresor, scenografo, regista e illustratore italiano (n. 1926)
- 12 ottobre - Ruth Goetz, drammaturga e sceneggiatrice statunitense (n. 1912)
- 12 ottobre - Carolina di Lippe, principessa tedesca (n. 1905)
- 12 ottobre - Hans Saksvik, calciatore norvegese (n. 1926)
- 12 ottobre - Branko Stinčić, calciatore jugoslavo (n. 1922)
- 13 ottobre - Mathieu Cardynaels, ciclista su strada belga (n. 1913)
- 13 ottobre - Fritz Fromm, pallamanista tedesco (n. 1913)
- 13 ottobre - Duane Grey, attore statunitense (n. 1921)
- 13 ottobre - Mwanza Mukombo, calciatore della Repubblica Democratica del Congo (n. 1945)
- 13 ottobre - Ol'ga Olejnik, matematica sovietica (n. 1925)
- 13 ottobre - Walter Sabadini, politico italiano (n. 1921)
- 14 ottobre - Giorgio Cavedon, editore, fumettista e sceneggiatore italiano (n. 1930)
- 14 ottobre - Willam Christensen, ballerino, coreografo e impresario teatrale statunitense (n. 1902)
- 14 ottobre - David Lewis, filosofo statunitense (n. 1941)
- 14 ottobre - Sergio Nanotti, hockeista su pista e allenatore di hockey su pista italiano (n. 1925)
- 15 ottobre - Janet Shaw, attrice statunitense (n. 1919)
- 15 ottobre - Zhang Xueliang, generale cinese (n. 1901)
- 16 ottobre - Gotthold Gloger, scrittore, pittore e sceneggiatore tedesco (n. 1924)
- 16 ottobre - Etta Jones, cantante statunitense (n. 1928)
- 16 ottobre - Vladimir Aleksandrovič Nazarov, regista sovietico (n. 1922)
- 16 ottobre - Jurij Nikolaevič Ozerov, regista e sceneggiatore sovietico (n. 1921)
- 16 ottobre - Milena Quaglini, serial killer italiana (n. 1957)
- 16 ottobre - Maria Teresa Torti, sociologa italiana (n. 1951)
- 17 ottobre - Francesco Biamonti, scrittore italiano (n. 1928)
- 17 ottobre - Stefan Gendera, cestista polacco (n. 1912)
- 17 ottobre - Graziano Giusti, attore italiano (n. 1924)
- 17 ottobre - Jay Livingston, paroliere e compositore statunitense (n. 1915)
- 17 ottobre - Micheline Ostermeyer, discobola, pesista e altista francese (n. 1922)
- 17 ottobre - Gyula Szilágyi, calciatore ungherese (n. 1923)
- 18 ottobre - Tristano Bolelli, glottologo italiano (n. 1913)
- 18 ottobre - Umberto Chiacchio, politico e imprenditore italiano (n. 1930)
- 18 ottobre - Jan Chrapek, vescovo cattolico polacco (n. 1948)
- 18 ottobre - Wanda Pasquini, attrice italiana (n. 1914)
- 18 ottobre - Gaspare Umile, calciatore italiano (n. 1948)
- 18 ottobre - Arthur F. Utz, presbitero e teologo svizzero (n. 1908)
- 19 ottobre - Araken Demelo, calciatore brasiliano (n. 1944)
- 19 ottobre - Gianfranco Fantin, cestista italiano (n. 1946)
- 19 ottobre - Luigi Mengoni, giurista italiano (n. 1922)
- 20 ottobre - Angelo Gino Agnese, anarchico, attivista e fisico italiano (n. 1940)
- 20 ottobre - Philippe Agostini, direttore della fotografia, regista e sceneggiatore francese (n. 1910)
- 20 ottobre - Enzo Bellini, calciatore e allenatore di calcio italiano (n. 1917)
- 20 ottobre - Theodor Kotulla, regista polacco (n. 1928)
- 20 ottobre - Nebojša Popović, cestista, allenatore di pallacanestro e dirigente sportivo jugoslavo (n. 1923)
- 21 ottobre - Franco Del Pace, politico e partigiano italiano (n. 1922)
- 21 ottobre - George Feyer, pianista ungherese (n. 1908)
- 21 ottobre - David Lowell Rich, regista statunitense (n. 1920)
- 21 ottobre - Otello Sarzi, burattinaio e antifascista italiano (n. 1922)
- 22 ottobre - Roger Coggio, attore, regista e sceneggiatore francese (n. 1934)
- 22 ottobre - Albert Ducrocq, giornalista e saggista francese (n. 1921)
- 22 ottobre - Ernest Hilgard, psicologo statunitense (n. 1904)
- 22 ottobre - Samuel Khachikian, regista, produttore cinematografico e compositore iraniano (n. 1923)
- 22 ottobre - Bertie Mee, calciatore e allenatore di calcio inglese (n. 1918)
- 22 ottobre - Georgij Michajlovič Vicin, attore sovietico (n. 1917)
- 23 ottobre - Ken Aston, arbitro di calcio britannico (n. 1915)
- 24 ottobre - Jaromil Jireš, regista e sceneggiatore ceco (n. 1935)
- 24 ottobre - Aleksandrs Martinsons, cestista lettone (n. 1912)
- 24 ottobre - Seishiro Shimatani, calciatore giapponese (n. 1938)
- 24 ottobre - Stephen Wurm, linguista australiano (n. 1922)
- 25 ottobre - Guido Capello, calciatore e allenatore di calcio italiano (n. 1923)
- 25 ottobre - Marvin Harris, antropologo statunitense (n. 1927)
- 25 ottobre - René Philombe, poeta e scrittore camerunese (n. 1930)
- 25 ottobre - Soraya Esfandiary Bakhtiari, regina e socialite iraniana (n. 1932)
- 25 ottobre - Angelo Torriglia, calciatore italiano (n. 1926)
- 26 ottobre - Corrado Cavazza, calciatore italiano (n. 1913)
- 26 ottobre - Eugene Jackson, attore statunitense (n. 1916)
- 26 ottobre - Elizabeth Jennings, poetessa britannica (n. 1926)
- 26 ottobre - Jerry Solomon, politico statunitense (n. 1930)
- 27 ottobre - Fulvio Balatti, canottiere italiano (n. 1938)
- 27 ottobre - Sophie Tatischeff, montatrice e regista francese (n. 1946)
- 28 ottobre - Richard Halsey Best, militare e aviatore statunitense (n. 1910)
- 28 ottobre - Grigorij Naumovič Čuchraj, regista e sceneggiatore russo (n. 1921)
- 28 ottobre - Hans Hohenester, bobbista tedesco (n. 1917)
- 28 ottobre - Czesław Mordowicz, polacco (n. 1919)
- 29 ottobre - Angelo Ippolito, pittore statunitense (n. 1922)
- 29 ottobre - Milorad B. Protić, astronomo serbo (n. 1911)
- 30 ottobre - Alberto Zolim Filho, calciatore brasiliano (n. 1921)
- 31 ottobre - Régine Cavagnoud, sciatrice alpina francese (n. 1970)
- 31 ottobre - Giuseppe Doni, ciclista su strada italiano (n. 1928)
- 31 ottobre - Yutaka Fujimoto, cestista giapponese (n. 1950)
- 31 ottobre - Richard Martin Stern, scrittore e romanziere statunitense (n. 1915)